# Линотопи
Линотопи или понякога Линотоп или Ленотъй (на гръцки: Λινοτόπι, катаревуса: Λινοτόπιον, Линотопион, на арумънски: Linotopea, Linotopi; на албански: Linatopi) е бивше село в Егейска Македония, Гърция, разположено на територията на дем Нестрам (Несторио), област Западна Македония.

## География
Линотопи е било разположено в северното подножие на планината Грамос, в котловина на Линотопската река, приток на Бистрица (в района наричана Белица). Югозападно от Линотопи е разположена Линотопската пещера.

## История

### В Османската империя
Линотопи е едно от големите грамощански влашки центрове. В XV век в Линитова са отбелязани поименно 72 глави на домакинства. Селото е споменато в Слепченския триптих от първата половина на XVI век като Ленотωп. В XVI – XVIII век в Линотопи се развива голяма художествена школа. Първото споменаване на майстор от Линотопи е в зографския надпис от 1570 година в „Свети Димитър“ в Палатиция, в който се казва, че стенописите са дело на зографа Николай от Линотопи.
Много съществено свидетелство за селището е от 1613 – 1614 година в Протезис 215 на метеорския манастир Варлаам, където сред дарителите има осем имена от Линтопи (на 84 страница). Османски документ от 1619 – 1620 информира за включването на Линотопи към Хрупищката каза. Зограф Йон от Линотопи е споменат в надписа на църквата „Свети Атанасий“ в Рилево от 1627 година. В 1692 година кондиката на Завордския манастир споменава сред дарителите на манастира и жителите на Линотопи. В първата половина на XVIII век в Линотопи е основано гръцко училище, където в 1724 година преподава учител на име Йосиф.
В 1769 година албански банди разрушават Линотопи заедно с още села в областта – Грамоща, Въртеник, Пискохори, Лагор, Омотско и Загар. Съсипани са и съседните Шипска и Николица. Линотопци се заселват в околните Влашка Блаца, Селица, Пипилища, Нестрам, Клисура, Самарина, Турново, Хионадес, както и в Битоля, Охрид, Крушево, Магарево и Нижополе. Споменът за разрушаването на Линотопи и Никулица е запазен във влашки народни песни. В 1792 година ученият барон Константинос Белиос (1772 – 1838) издава във Виена книга, в която се казва, че произхожда от Линотопи, Македония.
Заявление с дата 20 януари 1807 година е подписано от влашки майстори от Клисура, Невеска, Самарина, Линотопи и други селища. В 1812 година, след албански преследвания, в Крушево пристига нова вълна бежанци от Линотопи.
В разрушеното село се заселват албанци. В края на XIX век Линотопи е село в Костурска каза на Османската империя. В 1886 година според Николаос Схинас („Οδοιπορικαί σημειώσεις Μακεδονίας, Ηπείρου, Νέας οροθετικής γραμμής και Θεσσαλίας“) Линотопи е населено с мохамедани. В 1889 година Густав Вайганд, описвайки влашките села на Балканите, казва, че Николица и Linotopi Линотопи, изоставени след тяхното унищожаване, са обитавани от някои семейства на албански овчари. През 1895 година Йон Неницеску пише, че Линотопи е обитавано от 350 власи и няколко семейства от албански мюсюлмани. Според статистиката на Васил Кънчов („Македония. Етнография и статистика“) в 1900 година Линотопи има 250 жители арнаути християни.
Селото е изгорено от четата на Васил Чекаларов по време на Илинденско-Преображенското въстание през септември 1903 година.

### В Гърция
През Балканската война селото е окупирано от гръцки части и след Междусъюзническата война в 1913 година влиза в Гърция. Според албански източници, албанците изоставят селото поради зулумите на гръцки банди. В 1913 година селото е пусто.
В „Етнография на Македония“, издадена в 1924 година, Густав Вайганд описва Линотопи като албанско село на езиковата граница:
| „ | Котловината на Кастория е българска, но самата Кастория както и Маврово са гръцки, респективно гърцизирани, в Хрупища гръцката партия е наистина много силна, но не може да става дума за гърцизиране. Гощерац е почти, Богатсико – напълно гърцизирано. Езиковата граница върви от Гощерац към моста на Смикси, на север лежащото Пишак е още българско, а обратно Витсани и Бубуща са гръцки. Долината на идващия от Грамости поток, на Белица, е българска до Хамотско, следващото Линотопи е албанско, а следващото Грамоща – аромънско. | “ |

В 1928 година според Панделис Цамисис в селото има единствено останки от 200 къщи и три църкви.

## Личности
Родени в Линотопи
- Димитър син на Николай, зограф от XVII век, автор на стенописите в „Свети Атанасий“ в поградечкото село Лънга от 1685 – 1699 г.[11]
- Георги, зограф от XVII век, автор на стенописите в манастирската църква „Успение Богородично“ в масторохорското село Зерма от 1656 г.[12]
- Михаил и синът му Константин, видни зографи от XVI - XVII век[13][14]
- Йон Линотопски, зограф от XVII век
- Николай Линотопски, зограф от XVI век
- Николай Линотопски, зограф от XVII век
- Теолог Линотопски, зограф от XVII век[15]

Произхождащи от Линотопи
- Константинос Белиос (1772 – 1838), австрийски търговец, дарител, родом от Влашка Блаца
- Стерьос Думбас (1794 – 1870), австрийски търговец, дарител, родом от Влашка Блаца
- Теодорос Думбас (1818/1820 – 1880), австрийски търговец, дарител, родом от Влашка Блаца